# ネッケン級潜水艦
ネッケン級潜水艦 (Näcken class submarine; A-14型) はスウェーデン海軍が運用していた通常動力型潜水艦の艦級。
計画は1972年に承認され、1976年起工、1979年進水、そして1980年から翌年にかけて3隻就役した。全てカールスクルーナのコックムスで建造された。

## 概要
スウェーデン海軍の潜水艦一般に言えることであるが、水深があまりないバルト海での運用を前提に設計・建造されたため、本艦級も可潜深度があまりなく、150m程度と言われている。
元々は本艦級以前の潜水艦同様潜行時間はせいぜい数日程度であった。ただし、1番艦は、1987年から1988年に非大気依存推進 (AIP) の試験艦としてスターリングエンジンを搭載する改修を受け、約2週間潜行しつづけることができるようになった。
2000年代初頭にスウェーデン海軍から退役した。「ネッケン」はデンマーク海軍へ貸与されたが2005年に返却された。
2011年の時点においてこの級の3隻の潜水艦はカールスクルーナ海軍基地に引き上げられて保管されている。

## 同型艦
| 艦名         | 進水           | 就役           | 現状                                                                          |
| ------------ | -------------- | -------------- | ----------------------------------------------------------------------------- |
| ネッケン     | 1978年 4月17日 | 1980年 4月25日 | デンマーク海軍へ2001年から2005年までKronborgとして貸与 カールスクルーナで保管 |
| ネプチューン | 1978年 12月6日 | 1980年 12月5日 | カールスクルーナで保管、修復して展示する予定                                  |
| ナヤド       | 1979年 8月13日 | 1981年 6月26日 | カールスクルーナで保管                                                        |